# Ahrensmoor

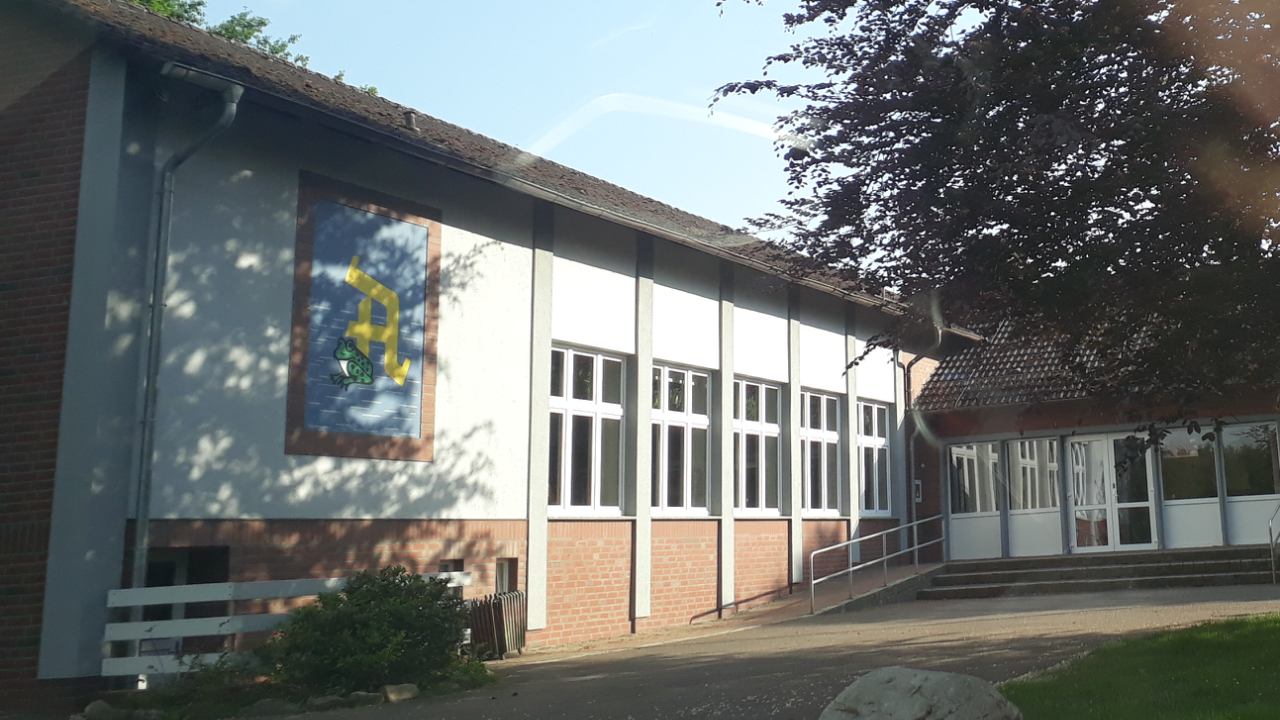
Festhalle in Ahrensmoor

Ahrensmoor (plattdeutsch Ohrensmoor) mit den Ortsteilen Ahrensmoor-West, Ahrensmoor-Nord (früher Klein Ahlerstedt) und Ahrensmoor-Ost, ist eine Ortschaft der Gemeinde Ahlerstedt, Samtgemeinde Harsefeld im Landkreis Stade in Niedersachsen (Deutschland).

## Geographie
Ahrensmoor liegt südlich der Naturschutzgebiete „Braken und Harselah“ und „Kahles und Wildes Moor“. Die Aue entspringt am Hochmoor von Ahrensmoor.
Die Ortschaft Ahrensmoor gliedert sich in die Ortsteile Ahrensmoor-Ost, Ahrensmoor-West und Ahrensmoor-Nord (früher Klein Ahlerstedt und Harselah).

### Nachbarorte
| Hollenbeck                    | Harsefeld                                   | Revenahe-Kammerbusch |
| Klethen, Ahlerstedt           | Kompassrose, die auf Nachbargemeinden zeigt | Wiegersen            |
| Ahrenswohlde, Klein Wangersen | Groß Ippensen, Vierden                      | Wohnste              |

## Geschichte

### Ortsgeschichte
Ahrensmoor wurde 1803 im Rahmen der Moorkolonisierung als Moorkolonie gegründet. Anlass für die Gründung waren Streitigkeiten zwischen Klethen und Ahrenswohlde, wer für die Unterhaltung der Aue (Lühe)-Querung im Verlauf der Straße zwischen Hamburg und Bremen zuständig sei (jetzt Kreuzung L 127 Weststraße mit Ahlerstedter Weg und Schuldamm). Diese führte hier auf einem Damm am Rande eines Moorgebietes und war immer wieder in schlechten Zustand oder gar unpassierbar. Nach den Erfahrungen die mit der Moorkolonisierung im Großen Moor bei Bremervörde unter Findorff gemacht wurden, beschloss man, eine Moorkolonie zu gründen. Diese sollte dann die Wegeinstandhaltung übernehmen. Die ersten Vermessungen wurden 1795 durchgeführt, die Gründung fand 1803 statt, es dauerte aber bis 1814, bis die Gründung abgeschlossen war. Es wurden 11 Siedlerstellen und eine Schulstelle auf der Westseite und 10 Siedlerstellen auf der Ostseite angelegt; so entstanden Ahrensmoor-Ost und -West, getrennt durch Bültmoor und Scholermoor. Einzige Verbindung damals war der Schuldamm.
Ein Kuriosum dieser Gründung war, dass sie im Londoner St James’s Palace beschlossen wurde. Der Kurfürst von Hannover, Georg III., war in Personalunion auch König von England und residierte ausschließlich in London.
Der Name Ahrensmoor leitet sich von Ahrenswohlde ab, in dessen Gemarkung Ahrensmoor gegründet wurde. Ahrenswohlde war zwischen Wäldern (-wohlde) gelegen, die Neugründung lag aber östlich und westlich des Ahrenswohlder Moores, daher Ahrensmoor.
1817 wurde die erste Schule gebaut, 1852 die zweite und 1911 die dritte noch erhaltene. 1912 wurde die Weststraße mit Kleinpflaster ausgebaut.
Nach dem Ersten Weltkrieg wurde in Ahrensmoor eine Bürgerwehr gegründet; sie hatte aber lediglich einen Einsatz und wurde 1920 wieder aufgelöst.
1919 erhielt Ahrensmoor seinen ersten Stromanschluss, ab 1923 aus dem Überlandwerk. 1961 wurde die erste Wasserleitung verlegt.
Seit 1935 besteht in Ahrensmoor die Freiwillige Feuerwehr, sie bezog im Jahr 1990 ein neues Feuerwehrhaus. Der Schulbetrieb wurde 1991 endgültig eingestellt.

### Eingemeindungen
1955 wurden Klein Ahlerstedt und einige andere Häuser am Ortsrand in Richtung Harselah (Depenrehmen) sowie der Hof Harselah als Ahrensmoor-Nord eingemeindet.

### Regionale Zugehörigkeit
Vor 1885 gehörte Ahrensmoor zur Börde Ahlerstedt im Amt Harsefeld, nach 1885 zum Kreis Stade und seit 1932 zum heutigen Landkreis Stade.
Von 1967 bis 1971 war Ahrensmoor Mitgliedsgemeinde der Samtgemeinde Ahlerstedt.
Im Zuge der Gemeindereform wurde Ahrensmoor am 1. Juli 1972 in die Gemeinde Ahlerstedt eingegliedert.

### Religion
Ahrensmoor ist evangelisch-lutherisch geprägt und gehört zum Kirchspiel der Kirche Ahlerstedt.

### Einwohnerentwicklung
| Jahr | Einwohner            |
| ---- | -------------------- |
| 1824 | 21 Feuerstellen      |
| 1848 | 121 Leute, 23 Häuser |
| 1910 | 138                  |
| 1939 | 149                  |
| 2003 | 452                  |

## Politik

### Wappen
- Ahrensmoor hat kein richtiges Wappen, aber ein Logo, das vom Dorf als Wappen benutzt wird und zum Beispiel die lokale Festhalle ziert.

## Kultur

### Vereine
- Heimatverein Ahrensmoor
- Freiwillige Feuerwehr Ahrensmoor
- DG Ahrensmoor(Freizeitfußball- und Jugendverein)
- Moorpuggen (Laienspielgruppe, gegr. 1962)
- Spielmannszug (gegr. 1965)
- Seniorentreff „A.S.T“ (gegr. 1992)
- Yoga-Gruppe
- „Mach mit – Bleib fit“, Turngruppe Ahrensmoor
- Wandergruppe Ahrensmoor

### Denkmäler
- Ein Denkmal für die Gefallenen der beiden Weltkriege steht seit 1921 auf dem Friedhof.

### Kulturräume
- Backofen: Historischer Backofen, im Zuge des Ausbaus der L 127 an der Nordstraße (Hof Polle) abgebaut und hinter der Mehrzweckhalle im ehemaligen Obsthof der Schule wieder aufgebaut
- Schafstall: Ein ausgebauter Schafstall von 1812, der bis etwa 1960 in Wohlerst in Benutzung war. Er wurde renoviert und 1986 als neuer Feierraum eingeweiht
- Mehrzweckhalle mit Saal von 1968
- Sauna im Gebäude der Mehrzweckhalle
- Anbau an die Mehrzweckhalle von 1991 „De Lütte Sool“

## Wirtschaft und Infrastruktur

### Wirtschaft
- Vor Ort gibt es wenig handwerkliche Betriebe. Erwähnenswert ist ein Bauunternehmen (Albers).
- In Ahrensmoor gibt es im Jahre 2022 noch 11 landwirtschaftliche Betriebe, die überwiegende Anzahl als Vollerwerbsbetriebe.

### Energie und Versorgung
- Stromlieferung ab 1919 aus Ahlerstedt, ab 1923 Überregional
- Wasser ab 1961
- Erdgas ab 1995
- Abwasser Entsorgung Ahrensmoor „AEA“
- Glasfaser ab 2020
- Links und rechts der K121 Richtung Wohnste, befindet sich ein Windpark der von mehreren Personen und Gesellschaften teils aus Ahrensmoor betrieben wird.
- Einige Landwirtschaftliche Betriebe betreiben auf ihren Gebäuden Photovoltaikanlagen in größerem Umfang.

### Verkehr
Ahrensmoor-West und -Nord liegen an der Landesstraße 127, die im Nordosten über Revenahe-Kammerbusch nach Apensen und Buxtehude und im Südwesten über Ahrenswohlde nach Wangersen zur L 124 und nach Zeven führt. Ahrensmoor-Ost liegt an der Kreisstraße 59, die eine Nebenstraße zur L 127 ist. Die K 59 führt als K 121 weiter in den Landkreis Rotenburg (Wümme) nach Wohnste. Von Ahrensmoor zweigen im Nordwesten die K 75 nach Ahlerstedt und im Nordosten die K 79 nach Griemshorst von der L 127 ab.

## Galerie

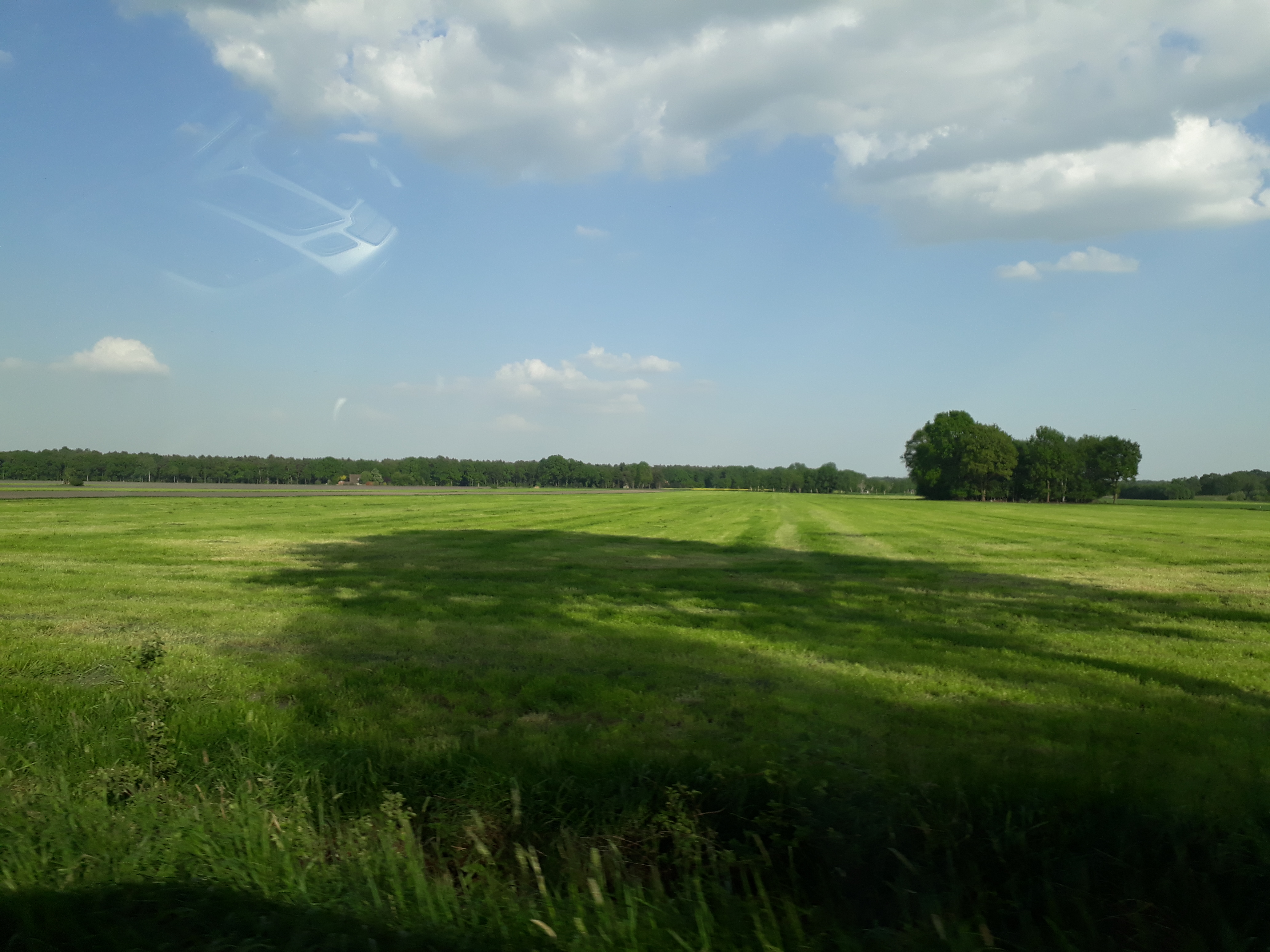
Geestlandschaft zwischen Ahrensmoor-Nord und -West
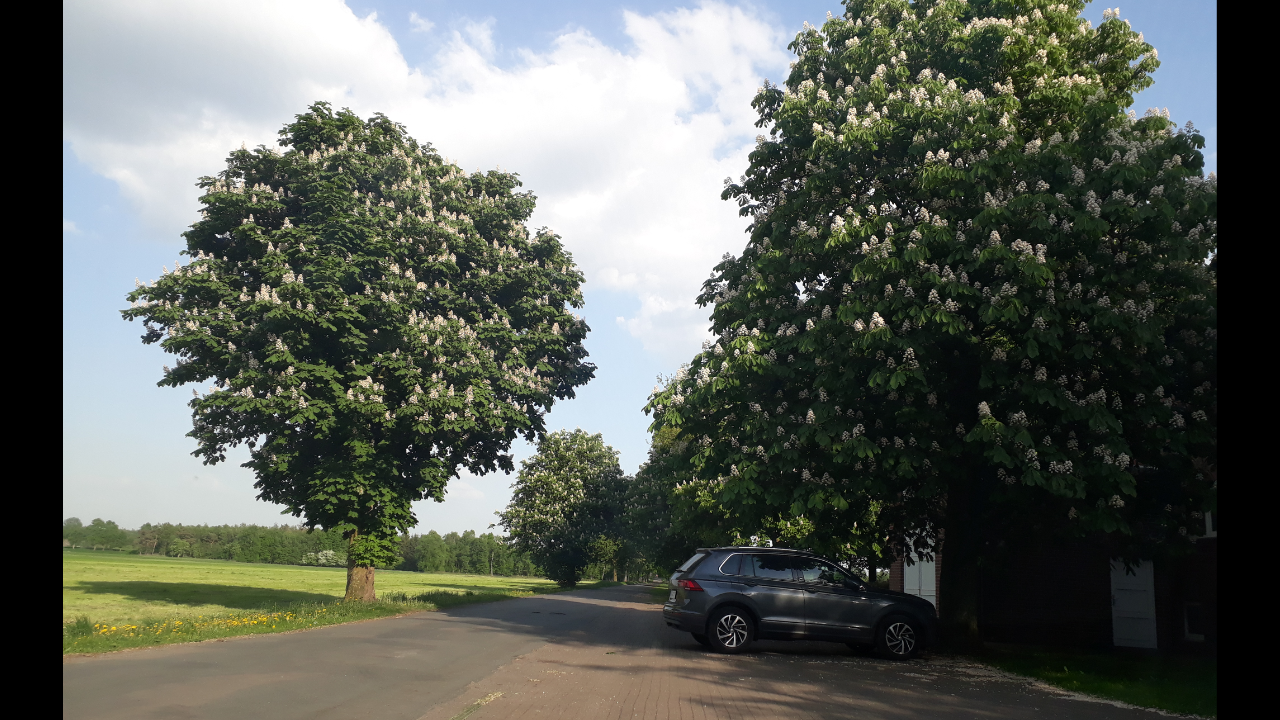
Schuldamm, früher einzige Verbindung zwischen Ahrensmoor-West und -Ost
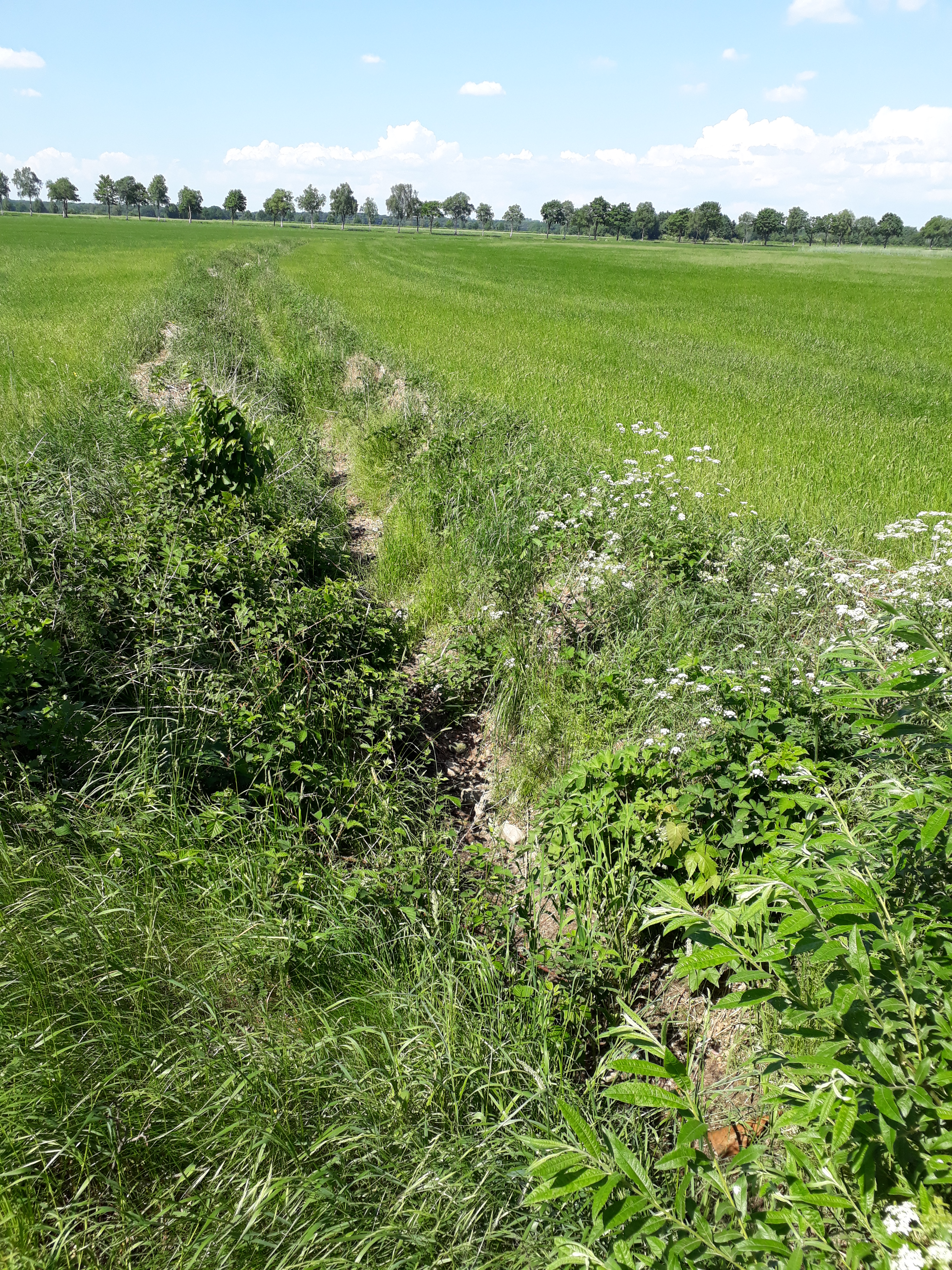
Aue in Ahrensmoor.